# Edgar Corredor
Edgar Corredor Álvarez (* 24. Februar 1960 in Sogamoso) ist ein ehemaliger kolumbianischer Radrennfahrer.

## Sportliche Laufbahn
Corredor war im Straßenradsport aktiv. Er begann mit dem Radsport im Alter von fünfzehn Jahren, als er dem „Club Ciclo Belencito“ in Sogamoso beitrat.
Von 1984 bis 1995 war er Berufsfahrer. Sein erstes Radsportteam war die spanische Mannschaft Teka.
Corredor gehörte der ersten kolumbianischen Mannschaft an, die bei der Tour de France startete. Unter dem Namen „Colombia-Varta“ fuhr die kolumbianische Nationalmannschaft der Amateure mit einer Sondergenehmigung der Union Cycliste Internationale (UCI) die Tour de France 1983. Edgar Corredor wurde als 16. der Gesamtwertung bester Fahrer der Mannschaft.
1991 siegte er im Etappenrennen Vuelta Aragón vor Giuseppe Petito und holte dabei einen Etappensieg. 1983 gewann er eine Etappe im Grand Prix Guillaume Tell, 1984 in der Vuelta a Asturias, 1985 in der Tour de l’Avenir (25. Gesamtrang). 1986 gewann er die Vuelta a Cundinamarca, die er 1983 bereits als Zweiter beendet hatte. In der Portugal-Rundfahrt 1991 gewann er die Bergwertung. Im Rennen Clásico RCN 1985 belegte er den zweiten Rang. In der Route d’Occitanie 1984 kam er auf den 3. Platz. 1990 wurde er Dritter im Eintagesrennen Trofeo Masferrer.
Die Vuelta a España bestritt Corredor fünfmal. 1984 wurde er 5., 1986 37., 1992 19. 1985 und 1991 beendete er die Rundfahrt nicht. Die Tour de France fuhr er viermal. 1983 wurde er 16., 1988 41. 1984 und 1986 war er ausgeschieden. In der Vuelta a Columbia wurde er 1984 4., 1986 5. mit einem Etappensieg. 1982 hatte er zwei Etappen gewonnen. 1994 und 1995 startete Corredor bei den Mountainbike-Weltmeisterschaften und beendete seine sportliche Karriere als Mountainbike-Fahrer 1995.